# Theodor von Oppolzer
Theodor von Oppolzer (26. října 1841, Praha – 26. prosince 1886, Vídeň) byl česko-rakouský astronom. Svoji činnost soustředil na měření a zpřesňování měření oběžných drah komet a asteroidů. Vyvinul za tím účelem i nové matematické metody a věnoval se též geodézii.

## Život
Jeho otec Johann von Oppolzer byl významný lékař, profesor pražské, lipské a vídeňské univerzity. Jeho matka, rozená Marie Pleischlová, byla dcerou profesora Adolfa Martina Pleischla. Theodor v letech 1851–1859 vystudoval piaristické gymnázium ve Vídni a poté, na otcovo přání, medicínu na Vídeňské univerzitě. Absolvoval roku 1865. Více ho však lákala astronomie. Zřídil si za rodinné peníze (jeho rodina byla šlechtická) soukromou observatoř v Josephstadtu, malé obci kousek za Vídní (dnes předměstí Vídně). Používal 15centimetrový refraktor, patrně nejlepší dalekohled v tehdejším Rakousku, takže brzy dosáhl významných badatelských úspěchů. Roku 1866 začal učit astronomii na Vídeňské univerzitě. Roku 1868 se zúčastnil rakouské expedice do Adenu, která měla za cíl pozorovat zatmění Slunce, roku 1874 zorganizoval podobnou cestu do rumunského Jasy, aby mohl za ideálních podmínek pozorovat přechod Venuše přes Slunce. Roku 1869 byl zvolen do vídeňské akademie věd. Roku 1870 se stal mimořádným a o pět let později řádným profesorem Vídeňské univerzity. V roce 1873 se stal ředitelem Gradmessungs-Bureau, geodetického ústavu, jehož činnost velmi oživil. Roku 1886 byl zvolen místopředsedou Mezinárodní geodetické asociace.
V roce 1865 si vzal za ženu Coelestine Mautner von Markhofovou, dceru významného průmyslníka. Měli šest dětí, jeho syn Egon von Oppolzer se stal rovněž astronomem a založil observatoř v Salcburku.